# Broadhurst Park
Broadhurst Park is een stadion in Moston, Manchester, Engeland. Het is de thuisbasis van FC United of Manchester en Moston Juniors FC. Het stadion stond bekend onder de projectnaam Moston Community Stadium, voordat de naam tijdens een ledenvergadering in 2014 werd veranderd.
FC United of Manchester werd opgericht in 2005 en had als doel om in 2012 een stadion in Manchester te bouwen. Nadat de plannen voor een eerste locatie waren mislukt, werd de ontwikkeling van een nieuw stadion in Moston aangekondigd. Er volgde een langdurig planningsproces en de bouw begon in november 2013. Broadhurst Park werd in mei 2015 voltooid met een capaciteit van 4.400. De openingswedstrijd was een vriendschappelijke wedstrijd tussen FC United of Manchester en Benfica B op 29 mei 2015. FC United of Manchester speelde op 11 augustus 2015 tegen Stockport County hun allereerste competitiewedstrijd op Broadhurst Park.